# Александър Кръстев
Александър Кръстев е български преподавател, диригент и композитор.

## Биография и творчество
Александър Кръстев е роден на 1 (14) февруари 1879 година във Видин, България.
През 1901 г. завършва Консерваторията в Загреб със специалност цигулка. В периода 1901 – 1907 г. работи като учител по музика в Ломското педагогическо училище. Той е един от основателите на Българския музикален съюз и от 1903 г. е член на ръководството му.
През 1907 г. се преселва във Варна. Участва в създаването на повечето музикални институции в града. Дирижира хора и оркестъра на музикалното дружество „Гусла“, хор „Морски звуци“, еврейския хор „Хармония“ и катедралния хор, а от 1919 г. организира и ръководи хора на оперетната дружба. След откриването през 1922 г. на Варненското музикално училище е негов директор. През 1930 г. е от инициаторите за създаване на Варненската общинска опера и участник в артистичния съвет.
Той е един от инициаторите за провеждането на Варненските музикални тържества, прераснали по-късно във фестивала „Варненско лято“. Участва в организирането на летни диригентски курсове и курсове за учители по музика. Издател е на списанието „Играй и пей“ и на учебници по пеене.
През 30-те години е председател на Клуба на радиолюбителите във Варна и от 1934 г. е първият програмен ръководител на новооткритото Радио Варна, за което е автор на музиката на неговия химн.
Като композитор е автор на около 50 хорови и 20 песни за глас и пиано, като „Що ми не дохождаш“ и „Коня яхам“, на марша „Добруджански край“, първото Концертино за цигулка и оркестър в българската музика, пиеси за пиано, над 100 детски и училищни песни, и др.
Александър Кръстев умира на 11 юли 1945 година във Варна.

## Произведения

### За симфоничен оркестър
- Увертюра „Иванку“ (1912)
- Концертино за цигулка и оркестър (1921)

### Камерна музика

#### За пиано
- Малка фантазия № 1 (1914)
- „Тъги и радости“  концертен валс (1914)
- „Български народен химн и танци“ (1916)

#### За солово пеене и пиано
- „Китка ти падна, Дено“
- „Що ме мъчиш, душо Яно“
- „Що ми не дохождаш“
- „Коня яхам“
- „Радкина майка“
- „Ден денувам“, по текст на Пейо Яворов

### За хор
- „Раковата“
- „Минкината“
- „Луд гидия“ по текст на Петко Славейков
- „Бонка се в гора загуби“
- 4 хайдушки песни по текст на Пейо Яворов

### Детски и училищни песни
- „Коледарски песни“
- „Лазарски песни“
- „Пеперуда“
- „Стар овчар“
- „Химн на труда“

## Произведения за него
- „Александър Кръстев“ (1962) – от Генчо Гайтанджиев
- „Александър Кръстев“ (1980) – от Велислава Ранкова